# 所巴乡
所巴乡，是中华人民共和国四川省甘孜藏族自治州德格县曾经下辖的一个乡。2020年6月17日，撤销所巴乡，将其所属行政区域划归打滚镇、阿须镇管辖。

## 行政区划
所巴乡撤销前下辖以下地区：
模通村、芒布村和俄柯村。